# Campylodoniscus ameghinoi
Il campilodonisco (Campylodoniscus ameghinoi) è un dinosauro erbivoro appartenente ai sauropodi. Visse nel Cretaceo superiore (Cenomaniano/Turoniano, circa 95 milioni di anni fa) e i suoi resti fossili sono stati ritrovati in Sudamerica (Argentina). L'identità è dubbia.

## Descrizione
Tutto quello che si conosce di questo animale è un frammento di mascella fossile recante sette denti. Non è quindi possibile una ricostruzione attendibile di Campylodoniscus, ma dalla comparazione della mascella con le ossa di animali simili e meglio conosciuti, si presume che potesse raggiungere una lunghezza di circa 20 metri. La forma dei denti è insolita, ed è una via di mezza tra quella spatolata dei sauropodi primitivi e quella a matita dei titanosauri più evoluti. Come tutti i sauropodi, doveva possedere un corpo massiccio sorretto da arti colonnari, collo e coda lunghi e testa piccola.

## Classificazione
La mascella fossile è stata ritrovata nella regione Sierra de San Bernardo, dall'età geologica incerta: potrebbe provenire dal Cenomaniano (circa 95 milioni di anni fa) o forse dal Campaniano/Maastrichtiano (circa 70 milioni di anni fa). Descritto per la prima volta da Fredrich von Huene nel 1929, a questo fossile venne attribuito il nome di Campylodon (dal greco καμπυλος, "piegato", e oδών, "dente"). Il nome era però già stato attribuito a un pesce, e quindi venne cambiato in Campylodoniscus (un diminutivo) da Kuhn e Haubold nel 1961. Campylodoniscus è stato considerato un rappresentante dei titanosauri (un grande gruppo di sauropodi tipici del Cretaceo), forse una forma basale sopravvissuta fino al Cretaceo superiore, ma spesso è considerato semplicemente un nomen dubium.